# Перилен
Перил або перилен — поліциклічний ароматичний вуглеводень з хімічною формулою С20Н12, зустрічається у вигляді коричневої твердої речовини. Він або його похідні можуть бути канцерогенними, і він вважається небезпечним забруднювачем. У цитохімії мембранних клітин перилен використовується як флюоресцентний ліпідний зонд для дослідження ліпідних мембран. Це вихідна сполука класу риленових барвників.

## Фізичні та хімічні властивості
Являє собою жовту кристалічну речовину, добре розчинну в ацетоні, оцтової кислоті, хлороформі, сірковуглеці, погано розчинна в етанолі, бензолі, діетиловому ефірі. Розчини перилену мають блакитну флуоресценцію. Перил здатний утворювати комплекси з пікриновою кислотою, нітробензолом, галогенами і неорганічними хлоридами.
Відновлення перилена іоноводнем і фосфором призводить до гексагідроперилену, натрієм в аміловому спирті — до октагідроперилену, каталітичне гідрування над паладієм — в тетрагідро- і гексагідроперилени.
Перил здатний вступати в реакції електрофільного заміщення:нітровані, сульфовані, галогеновані, ацетильовані в положеннях 3, 4, 9, 10. При окисленні хромовою кислотою утворює перилен-3,10-хинон.

## Викиди
Перилен проявляє блакитну флюоресценцію. Він використовується як синьовипромінюючий легуючий матеріал в органічних світлодіодах, чистий або заміщений. Перилен можна також використовувати як органічний фотопровідник. Він має максимум поглинання при 434 нм, як і у всіх поліциклічних ароматичних сполук, низька розчинність у воді (1,2 х 10 −5 ммоль/л). Молекулярна поглинальна здатність перилену становить 38 500 М−1см−1 при 435,7 нм. 

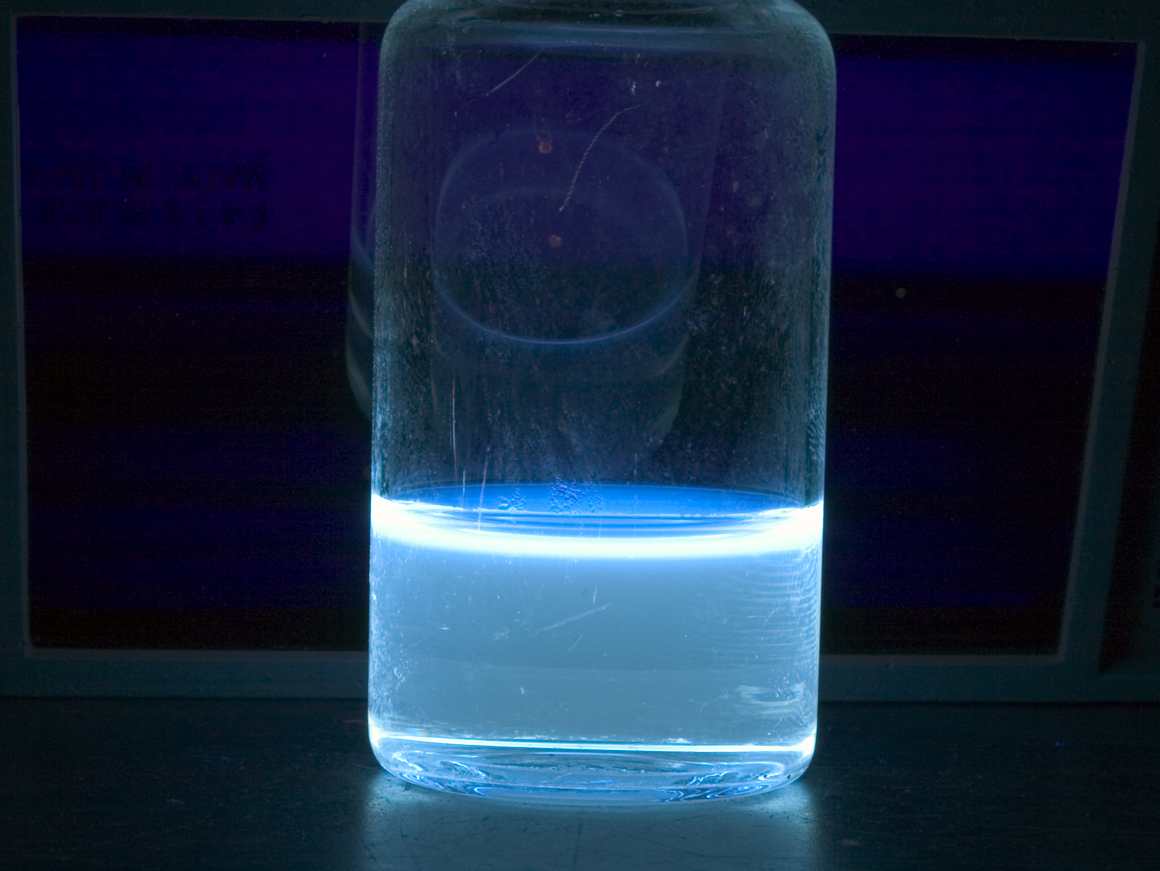
Перилен, розчинений у дихлорметані, що піддається впливу довгохвильового УФ-випромінювання
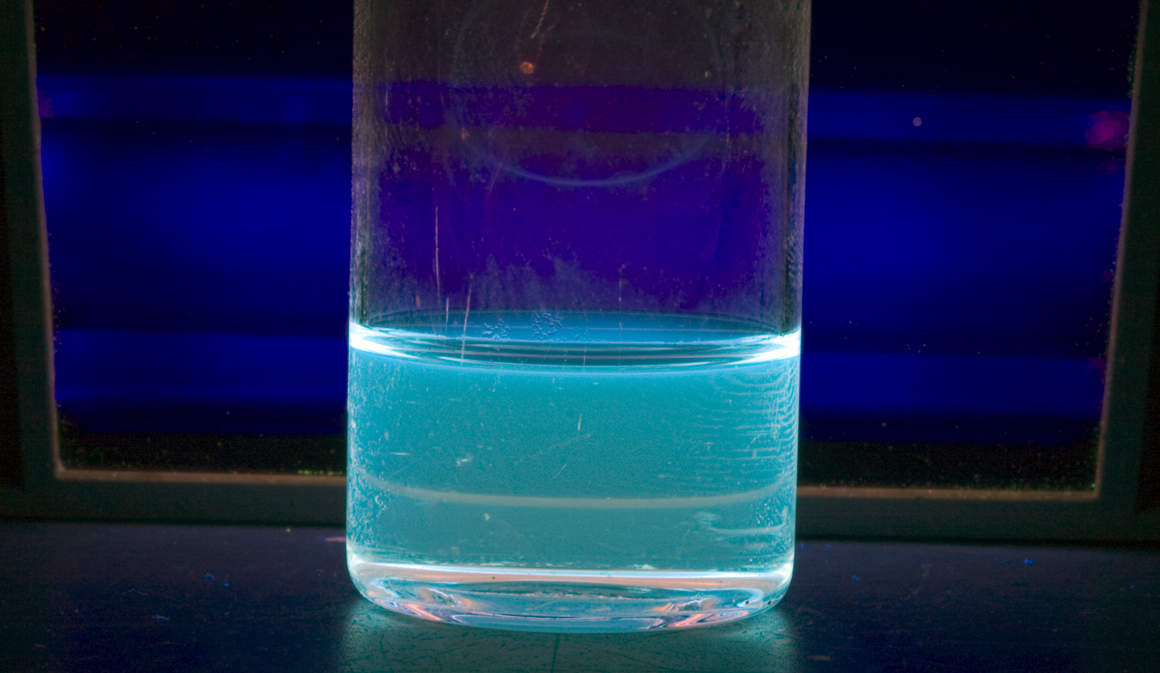
Перилен, розчинений у дихлорметані, піддається впливу короткохвильового УФ-випромінювання

## Будова

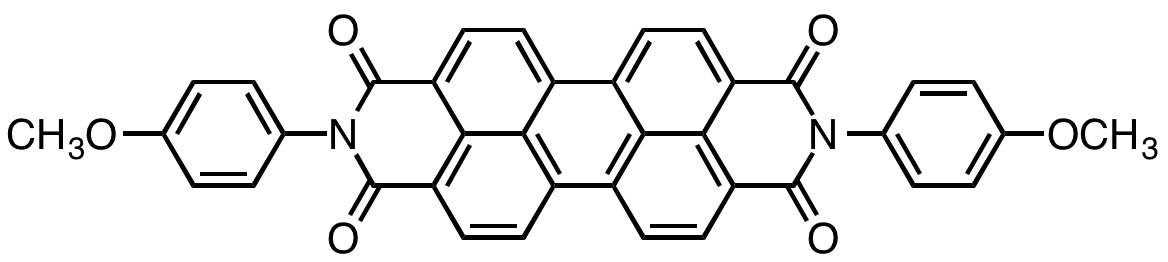
Vat Red 29 — типовий приклад структури з періленовим сердечником

Молекула перилену складається з двох молекул нафталіну, з'єднаних вуглець-вуглецевою зв'язкою в положеннях 1 і 8 обох молекул. Всі вуглецеві атоми в перилені є sp2 гібридизуючі. Структуру перилену було детально вивчено за допомогою рентгенологічної кристалографії.

## Біологія
Природні периленові хінони були виявлені у лишайників Laurera sanguinaria Malme та гематитів Graphis.